# George B. Martin

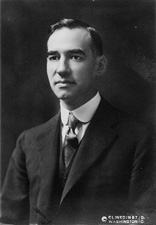
George B. Martin

George Brown Martin (* 18. August 1876 in Prestonsburg, Floyd County, Kentucky; † 12. November 1945 in Catlettsburg, Kentucky) war ein US-amerikanischer Politiker der Demokratischen Partei.
Noch als George Martin ein Kleinkind war, zogen seine Eltern mit ihm nach Catlettsburg im Boyd County. Er besuchte die öffentlichen Schulen und die Centre University, wo er 1895 graduierte. Nach abgeschlossenem Jura-Studium wurde er 1900 in die Anwaltskammer aufgenommen und begann in Catlettsburg zu praktizieren. Er wurde Anwalt und später Direktor einer Eisenbahngesellschaft sowie Vizepräsident der Ohio Valley Electric Railway Company. Zudem fungierte er als Direktor einer Bank in Catlettsburg.
Im Jahr 1904 wurde Martin Richter des Boyd County. 1917 gehörte er dem Nationalen Verteidigungsrat (Council of National Defense) von Kentucky an. Zudem wurde er mit dem Amt eines Majors im juristischen Korps der US Army (Judge Advocate General's Corps) betraut, trat dieses aber nicht an, weil er für die Demokratische Partei in den US-Senat berufen worden war. Dort übernahm er den vakanten Sitz des verstorbenen Ollie M. James, den er vom 7. September 1918 bis zum 3. März 1919 innehatte. Als Kandidat für eine vollständige Amtsperiode wurde er nicht in Betracht gezogen. Während seiner Zeit im Senat war er Vorsitzender des Ausschusses für Investitionen im Landwirtschaftsministerium (Committee on Expenditures in the Department of Agriculture).
Nach dem Ende seiner kurzen politischen Laufbahn arbeitete George B. Martin wieder als Anwalt in Catlettsburg, wo er 1945 starb.